# Father John D’Amico
Father John D’Amico (eigentlich John Aloysius D’Amico, * 20. Juni 1939 in Philadelphia; † 31. Oktober 2013 ebenda) war ein US-amerikanischer Jazzpianist und Komponist, der in der Jazzszene von Philadelphia aktiv war.
D’Amico begann mit sechs Jahren Klavier zu spielen. Im Alter von 17 Jahren kam er zum Jazz. Er besuchte die frühere St. Thomas More High School bis 1957; anschließend studierte er an der St. Joseph’s University, wechselte aber schon in seinem Junior Year an das Priesterseminar St. Charles Borromeo. Er erwarb den Bachelor in Philosophie, sowie den Masterabschluss in Theologie und liturgischer Musik. 1966 erhielt er die Priesterweihe und wurde Assistant Pastor an der St. Patrick’s Church. Nachdem er seine künftige Frau kennengelernt hatte, die er 1969 heiratete, gab er das Priesteramt auf.
In seiner Heimatstadt trat er als Solist und mit seinem Trio auf, das aus Kenny Davis (Bass) und Gregory McDonald (Schlagzeug) bestand. Seine Ehefrau Kathleen nahm mehrere seiner Alben auf, darunter Darius Walk, Street Blues und Live at the Painted Bride. Er schrieb über 45 Kompositionen und unterrichtete am Cabrini College, wie auch an der Immaculata University nahe Philadelphia. Im Laufe seiner Karriere trat er u. a. mit Lionel Hampton, Etta Jones, Charles Fambrough, Jimmy Oliver, Bootsie Barnes und Lew Tabackin auf. Der Schlagzeuger Philly Joe Jones spielte als Gaststar in D'Amicos Trio. 1989 erhielt D'Amico den John Coltrane Award for Outstanding Achievement in Jazz. Er starb im Alter von 74 Jahren im Lankenau-Hospital bei Philadelphia.